# Gustav von Wex
Gustav Ritter von Wex (* 10. Oktober 1811 in Neumarkt; † 26. September 1892 in Ischl; bis 1876 Gustav Wex) war ein österreichischer Wasserbauingenieur. Er befasste sich als Baubeamter mit der Donauregulierung.

## Leben
Gustav Wex wurde in Galizien geboren. Seine Eltern waren Anne Kurner und Wilhelm Wex. Er machte eine dreijährige Ingenieursausbildung am k.k. Polytechnischen Institut in Wien, die er 1831 abschloss. Danach trat er in den Staatsdienst. Er arbeitete zunächst ab 1832 als Baupraktikant bei der Zivilbaudirektion in Lemberg. Im darauffolgenden Jahr wurde er dem Kreisamt in Kolomea zugewiesen. Dort wurde er 1847 Baudirektionsingenieur. Wex wechselte 1850 als Ingenieur I. Klasse zur Generalbaudirektion in Wien. Er erstellte 1854 ein Gutachten, in dem er die Anlage eines offenen Schifffahrtskanals im Eisernen Tor empfahl. Ab 1856 war er als Inspektor im Handelsministerium tätig.
Wex wirkte ab 1866 als Baurat, dann als Oberbaurat bei der niederösterreichischen Statthalterei in Wien. Im selben Jahr trat er dem Österreichischen Ingenieur- und Architekten-Verein bei, für den er 1873 auch als Verwaltungsrat fungierte. Ebenfalls noch 1866 wurde er als Experte bei der Planung der I. Wiener Hochquellenleitung beigezogen. Wex war Chef des technischen Departements der niederösterreichischen Statthalterei, als 1868 das Projekt der Wiener Donauregulierung genehmigt wurde. Er war für die Durchführung der Vorarbeiten verantwortlich und hatte in weiterer Folge die Oberbauleitung inne. Mit Wilhelm von Engerth übernahm er zudem die Detailplanung für das Sperrschiff am Donaukanal. Für seine Leistungen bei der Wiener Donauregulierung wurde Wex mehrfach geehrt.
Seine Tochter Sophie Wex heiratete 1877 den polnischen Ingenieur und Erfinder Romuald Iszkowski. Hofrat Gustav Ritter von Wex ging 1880 in den Ruhestand, trat jedoch weiterhin als international anerkannter Wasserbauexperte in Erscheinung. An der Technischen Hochschule Wien war er viele Jahre Mitglied der II. Staatsprüfungskommission für das Ingenieurbaufach. Er veröffentlichte zahlreiche theoretische Arbeiten über Wasserbau. Als sein wissenschaftliches Hauptwerk gilt eine 1888 erschienene Schrift über Hydrodynamik.

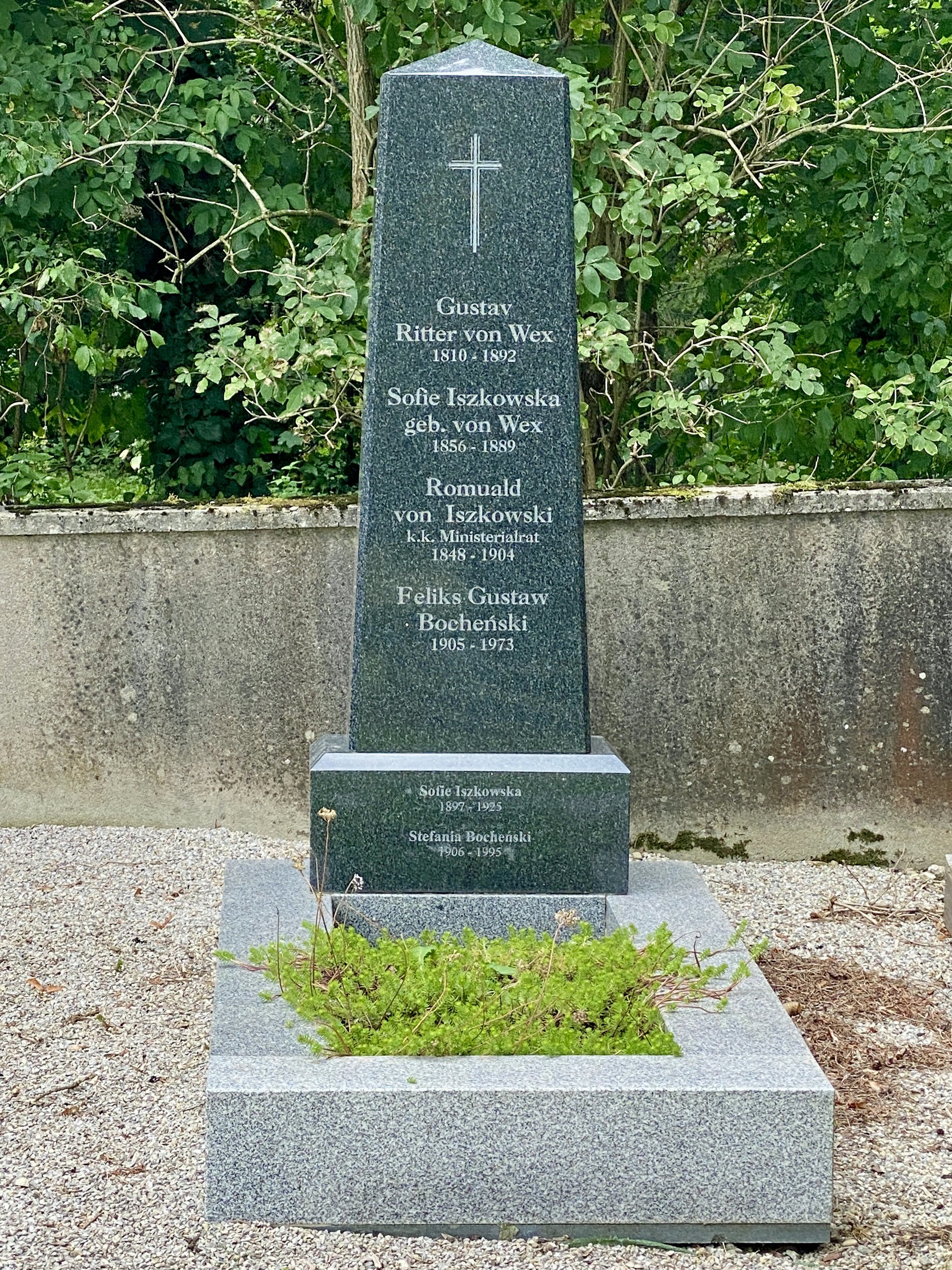
Grab von Gustav von Wex

Gustav Ritter von Wex starb 1892 im Alter von 80 Jahren. Er wurde am Weidlinger Friedhof bestattet: zuerst in Abteilung A, Nr. 56, später exhumiert und neu begraben in Abteilung B, Nr. 1536.

## Schriften
- Protokoll der von den Herrn Oberingenieuren Hartmann und Wex zu Bregenz am 21. Dezember 1855 abgehaltenen Konferenz, betreffend die Rhein-Korrektion. 1856. (Mit Friedrich Wilhelm Hartmann.)
- Der Donaustrom als Hauptverkehrsstraße nach dem Orient, nach erfolgter Beseitigung der Schifffahrtshindernisse am Eisernen Thore und an den sieben Stromschnellen oberhalb Orsova. Gerold, Wien 1863.
- Vortrag über den gegenwärtigen Standpunkt der Wasserbauwissenschaft und über die Unrichtigkeit der bisher gebrauchten hydraulischen Formeln, gehalten bei der 14. Versammlung deutscher Architecten und Ingenieure. Waldheim & Förster, Wien 1865.
- Über die Wasserabnahme in den Quellen, Flüssen und Strömen bei gleichzeitiger Steigerung der Hochwässer in den Culturländern. Band 1. Waldheim, Wien 1873.
- Die Wiener Donauregulirung. Vortrag, gehalten am 1. Dezember 1875. 1875.
- Situations-Plan der regulirten Donaustrom-Strecke von Nussdorf bis Albern. Karte. Waldheim, Wien 1879.
- Über die Wasserabnahme in den Quellen, Flüssen und Strömen bei gleichzeitiger Steigerung der Hochwässer in den Culturländern. Band 2. Waldheim, Wien 1879.
- Über die Fortschritte der Ausbildung des neuen regulirten Donau-Strombettes bei Wien und über die hierbei gemachten Erfahrungen, nebst der Beschreibung der Eisstoß-Katastrophe im Jahre 1880. Waldheim, Wien 1880.
- Technisches Gutachten über die projektirten Wasserbauanlagen und insbesondere über den Zollcanal aus Anlaß des Anschlusses Hamburgs an das deutsche Zollgebiet, nebst einem offenen Sendschreiben an Herrn Oberlandes-Baudirektor Hagen. Wien 1882.
- Hydrodynamik: Entwicklung neuer genauer Formeln zur Berechnung der Wasserabflußmengen bei Ueberfallwehren, Grundschleusen, Schützenöffnungen und bei Wasserausleitungen in Canäle, ferner Mittheilungen über die neuesten, diesbezüglichen in Amerika, in Oesterreich und in Italien im großen Maaßstabe durchgeführten Versuche. Engelmann, Leipzig 1888.
- Periodische Meeresanschwellungen an den Polen und am Äquator, hiedurch veranlasste Ueberfluthungen der Polar- und Äquatorial-Länder, dann Sintfluthen, Eiszeiten und Vergletscherungen der Alpen. Lösung obiger Probleme. Spielhagen & Schurich, Wien 1891.

## Ehrungen
- Ritterkreuz des Leopold-Ordens (1875)[5]
- Adelserhebung in den Ritterstand (1876)
- Offizierskreuz des Ordens der Heiligen Mauritius und Lazarus (1876)
- Großoffizierskreuz des Ordens der Krone von Italien (1881)[1]
- Annenorden (spätestens 1888)[7]
- Straßenbenennung der Wexstraße in Wien-Brigittenau (1896)[9]